# مقاطعة هاتو مايور
مقاطعة هاتو مايور (بالإسبانية: Provincia de Hato Mayor)‏ هي محافظة في جمهورية الدومينيكان، بلغ عدد سكانها 103,032 نسمة وذلك حسب إحصائيات سنة 2014، عاصمتها هاتو مايور، تبلغ مساحتها 1,329.29 كيلومتر مربع.

## التقسيم الإداري
تنقسم المحافظة لـ 3 بلديات.
| الشعار | البلدية           | المساحة    | السكان (إحصاء 2012) |
| ------ | ----------------- | ---------- | ------------------- |
|        | إل فالي           | 161.12 كم² | 8855 نسمة           |
|        | سابانا دي لا مار  | 508.52 كم² | 10582 نسمة          |
|        | هاتو مايور ديل ري | 659.65 كم² | 70141 نسمة          |